# بلو اسپرینگز (میزوری)
بلو اسپرینگز (به انگلیسی: Blue Springs) شهری در شهرستان جکسون ایالت میزوری است که جمعیت آن در سرشماری سال ۲۰۱۰ میلادی ۵۲۵۷۵ نفر بوده است.